# 2013년 시카고 컵스 시즌
2013년 시카고 컵스 시즌은 메이저리그의 구단인 시카고 컵스의 2013년 시즌이다. 데일 스웨임 감독이 팀을 맡은 마지막 시즌이며, 임창용이 한국인 선수로 뛰었다. 팀은 내셔널리그 중부지구 최하위에 그쳤다.

## 선수단
- 선발투수 : 우드, 가르자, 사마드지야, 펠드먼, 아리에타, 베이커, 잭슨
- 구원투수 : 빌라누에바, 스트롭, 러신, 파커, 러셀, 게리어, 로스컵, 그림, 보우덴, 돌스, 버넷, 카브레라, 임창용, 다카하시, 산체스, 로, 로드리게스, 레일리, 론돈, 퍼트넘, 마몰, 캠프
- 마무리투수 : 그렉, 후지카와
- 포수 : 카스티요, 나바로, 클레벤저, 보스칸
- 1루수 : 리조
- 2루수 : 왓킨스, 바니, 카스트로
- 유격수 : 머피, 랜섬, 곤잘레스, 릴리브릿지
- 3루수 : 발부에나
- 좌익수 : 드헤수스, 길레스피, 맥도널드, 닐, 보르본, 헤어스턴
- 중견수 : 레이크, 사펠트
- 우익수 : 슈어홀츠, 소리아노, 스위니, 보그세빅

## 같이 보기
- 2016년 미네소타 트윈스 시즌